# Trasporti in Liberia
Questa voce raccoglie le principali tipologie di Trasporti in Liberia.

## Trasporti su rotaia

### Reti ferroviarie
Esistono due sistemi separati con diverso scartamento ed alcune linee sono in fase di ripristino o ricostruzione, in seguito alla recente Guerra civile
In totale: 490 km di linee ferroviarie, di cui 328 a binario unico (dati 1998)
- scartamento normale (1435 mm): 345 km
- scartamento ridotto (1067 mm): 145 km
- Collegamento a reti estere contigue
  - assente
    - con cambio di scartamento
      - 1067/1000 mm: Costa d'Avorio
      - 1067/1435 mm: Guinea
      - 1435/1067 mm: Guinea e Sierra Leone.
- Città servite da treni:
  - Bong - miniera e terminal ferroviario - linea di 78 km con scartamento di 1435 mm
  - Brewerville
  - Buchanan - porto - linea con scartamento di 1435 mm
  - Careysburg
  - Jenje - terminal ferroviario - linea di 145 km con scartamento di 1067 mm
  - Mano River
  - Mehla
  - Monrovia - porto e capitale della Liberia - due linee a diverso scartamento (1435 mm e 1067 mm)
  - Sanokwelle
  - Tubmanburg
  - Vonzuahn
  - Yekepa
  - Yela

### Reti metropolitane
La Liberia non dispone di sistemi di metropolitana.

### Reti tranviarie
Anche il servizio tranviario è assente in questa nazione.

## Trasporti su strada

### Rete stradale
Le principali strade risultano danneggiate dalla recente Guerra civile
Strade pubbliche: in totale 10.600 km (dati 1996)
- asfaltate: 657 km
- bianche: 9.943 km.

### Reti filoviarie
Attualmente in Liberia non esistono filobus. 

### Autolinee
Nella capitale, Monrovia, ed in altre zone abitate della Liberia, operano aziende pubbliche e private che gestiscono i trasporti urbani, suburbani ed interurbani esercitati con autobus.

## Porti e scali
- Buchanan, Greenville, Harper e Monrovia.

## Trasporti aerei

### Aeroporti
In totale: 47 (dati 2002)
a) con piste di rullaggio pavimentate: 2
- oltre 3047 m: 1
- da 2438 a 3047 m: 0
- da 1524 a 2437 m: 1
- da 914 a 1523 m: 0
- sotto 914 m: 0

b) con piste di rullaggio non pavimentate: 45
- oltre 3047 m: 0
- da 2438 a 3047 m: 0
- da 1524 a 2437 m: 4
- da 914 a 1523 m: 7
- sotto 914 m: 34.